# Vehmaa
Vehmaa (/ˈʋehmɑː/), hay Vemo trong tiếng Thụy Điển, là một đô thị của Phần Lan.
Vị trí ở tỉnh của Tây Phần Lan thuộc vùng Tây Nam Phần Lan. Đô thị này có dân số 2.448 (thời điểm ngày 31 tháng 12 năm 2004)và diện tích 191,17 km² (trừ phần mặt biển) trong đó có 3,33 km² là mặt nước nội địa. Mật độ dân số là 13,03 người trên mỗi km².
Dân đô thị này chỉ sử dụng tiếng Phần Lan